# HD 102195
HD 102195 é uma estrela na constelação de Virgo. Tem uma magnitude aparente visual de 8,06, portanto não é visível a olho nu. Medições de paralaxe, do segundo lançamento do catálogo Gaia, indicam que está localizada a uma distância de 95,8 anos-luz (29,4 parsecs) da Terra.

## Características
Esta é uma estrela da sequência principal menor e mais fria que o Sol, já tendo sido classificada com os tipos espectrais de K0V ou G8V. Possui uma massa estimada de 88% da massa solar e um raio de 84% do raio solar. Sua fotosfera está brilhando com 49% da luminosidade solar a uma temperatura efetiva de 5 280 K. Esta estrela tem uma metalicidade alta, um pouco maior que a solar, com uma proporção de ferro 25% superior à do Sol. Seu período de rotação foi medido diretamente por monitoramento fotométricos, sendo igual a aproximadamente 12 dias. Um alto nível de atividade cromosférica e uma rápida rotação sugerem que a estrela é jovem com uma idade próxima de 1 bilhão de anos. Modelos evolucionários estimam uma idade mais provável na faixa de 0,6 a 4,2 bilhões de anos, enquanto a baixa abundância de lítio sugere uma idade de mais de 500 milhões de anos. Um campo magnético foi detectado, com intensidade média de 12,5 G.

## Sistema planetário
Em 2006, foi anunciada a descoberta por espectroscopia Doppler de um planeta extrassolar de curto período orbitando HD 102195. A descoberta foi a primeira feita pelo Exoplanet Tracker (ET), um instrumento instalado no Observatório Nacional de Kitt Peak que combina técnicas de espectroscopia e interferometria para obter dados precisos de velocidade radial. HD 102195 foi inicialmente observada 28 vezes pelo ET entre janeiro e maio de 2005, o que revelou grandes variações na sua velocidade radial da ordem de 100 m/s que a tornaram a candidata mais promissora a ter um planeta, dentre um total de 90 estrelas monitoradas. Observações adicionais pelo ET e pelo espectrógrafo do Telescópio Hobby–Eberly confirmaram a descoberta.
Em 2007, o planeta foi descoberto independentemente a partir de dados do espectrógrafo HARPS, que fez 19 observações de HD 102195 entre maio de 2005 e fevereiro de 2006. Os dados de velocidade radial obtidos pelo HARPS são mais precisos e mostraram grande variabilidade além da causada pelo planeta, o que se deve ao alto nível de atividade da estrela. Uma técnica para corrigir as variações causadas por atividade estelar foi empregada, o que permitiu a geração de uma solução orbital melhorada. A solução orbital encontrada pelos dados do HARPS é parecida com a anterior do ET, porém mais precisa.
O planeta, denominado HD 102195 b, é um Júpiter quente com uma massa mínima de 45% da massa de Júpiter, e orbita a estrela a uma distância de aproximadamente 0,05 UA com um período de 4,11 dias. Sua órbita é praticamente circular, com uma excentricidade consistente com zero. Planetas próximos de suas estrelas possuem chances relativamente altas de trânsito, mas observações fotométricas de HD 102195 descartaram essa possibilidade.
| Planeta | Massa    | Semieixo maior (UA) | Período orbital (dias) | Excentricidade |
| ------- | -------- | ------------------- | ---------------------- | -------------- |
| b       | >0,45 MJ | 0,0491              | 4,113775 ± 0,000557    | 0,0            |